# Sequoia
Pour les articles homonymes, voir Séquoia (homonymie).
Genre
Sequoia est un genre de conifères de la sous-famille des Sequoioideae (en), dans la famille des Cupressaceae. La seule espèce actuelle est Sequoia sempervirens originaire de la région côtière du nord de la Californie et du sud de l'Oregon. Il comprend les arbres les plus hauts du monde.

## Étymologie
Le nom est donné en 1847 par le botaniste autrichien Stephan Endlicher dans son ouvrage Synopsis Coniferarum, en référence à Sequoyah, un savant du peuple Cherokee qui utilisa les alphabets latin et cyrillique pour créer un alphabet adapté à transcrire la langue de ce peuple.  Endlicher était également un linguiste, et en désignant par Sequoia les conifères de la sous-famille des Sequoioideae (en), il voulait rendre hommage à Sequoyah. Les sequoias prennent en anglais le nom de « redwood » (bois rouge), eu égard à leur bois rouge.

## Paléontologie

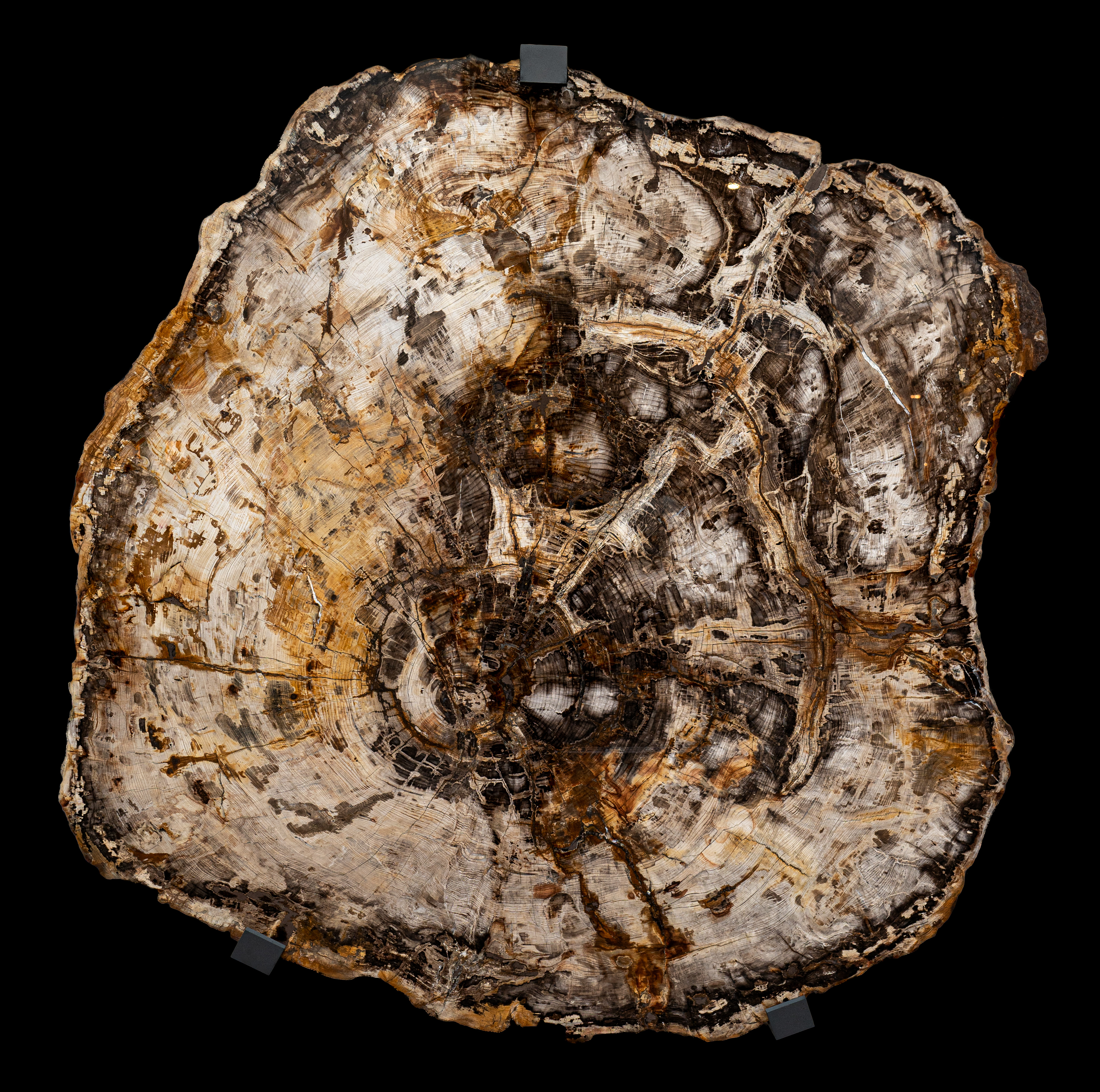
Fossile d'un sequoia du miocène, découvert dans l'Oregon. Conservé au Naturmuseum Dortmund. Janvier 2023.

Au Crétacé, le genre Sequoia était répandu en Europe, en Chine et dans l'ouest de l'Amérique du Nord. Avec le développement des feuillus au Cénozoïque et le refroidissement du climat au Néozoïque (accompagné de l'expansion des conifères adaptés au froid), les Sequoia régressèrent car ils ont besoin d'un climat humide, mais craignent le gel à cause de la quantité importante d'eau contenue dans le tronc.
L'habitat a fini par se limiter aux régions côtières du Pacifique.
En revanche, il a été introduit dans de nombreux parcs et jardins d'Europe et d'Amérique.

## Espèces
Le genre Sequoia ne contient plus qu'une espèce actuelle originaire de la côte Pacifique des États-Unis, Sequoia sempervirens. Il contient également plusieurs espèces récemment[Quand ?] disparues : 
- Sequoia affinis,
- Sequoia chinensis en Chine,
- Sequoia langsdorfii,
- Sequoia dakotensis dans le Dakota du Sud,
- Sequoia maginifica.

## Genres et espèces proches
Il se différencie de deux autres genres : Sequoiadendron et Metasequoia par ses aiguilles persistantes, alors que celles de Metasequoia glyptostroboides sont caduques, et que Sequoiadendron giganteum n'a pas d'aiguilles mais des écailles semblables à celles des cyprès.

Feuilles de trois espèces : Sequoia sempervirens, Metasequoia glyptostroboides (été, automne) et Sequoiadendron giganteum.
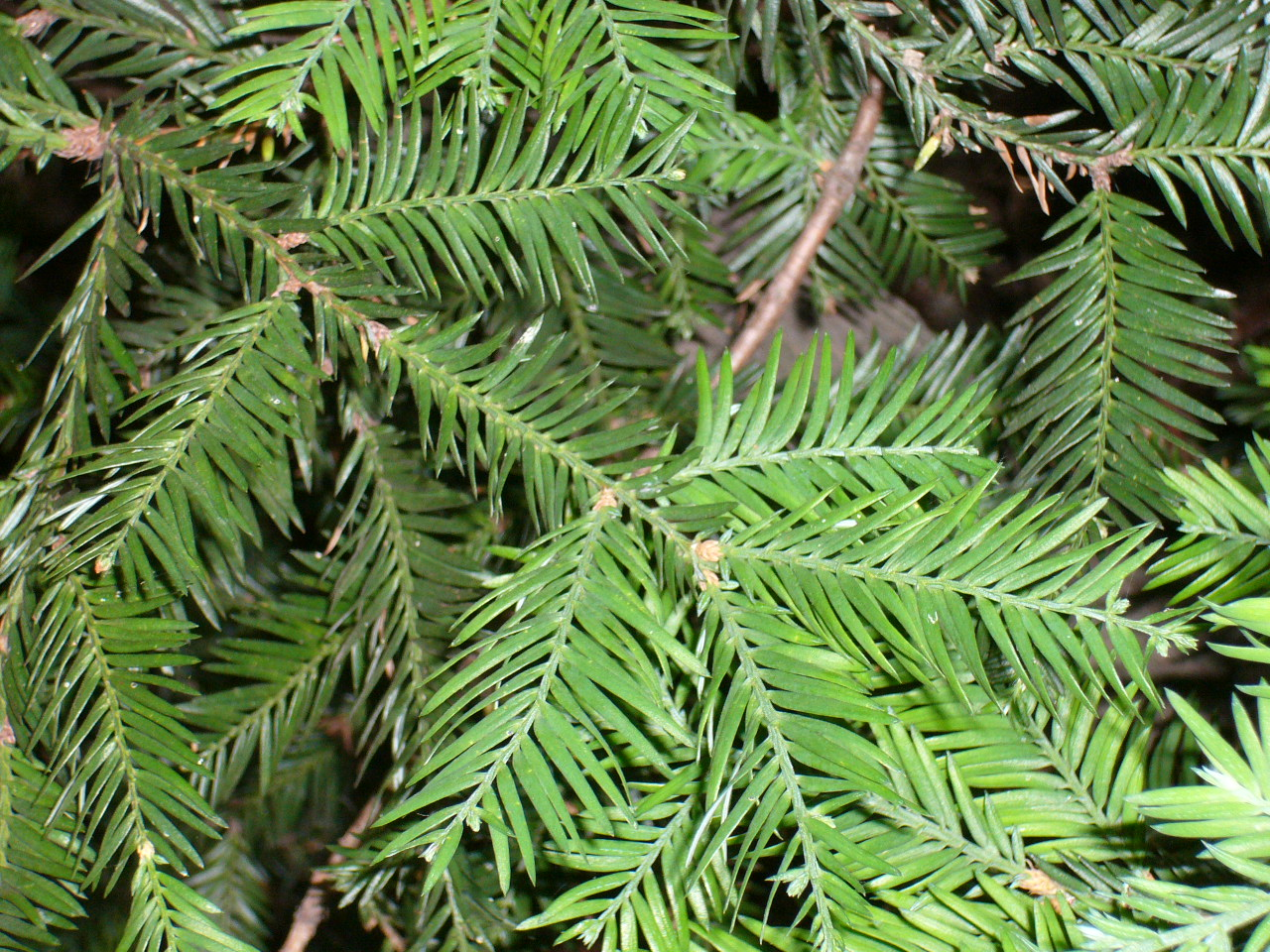
Sequoia sempervirens
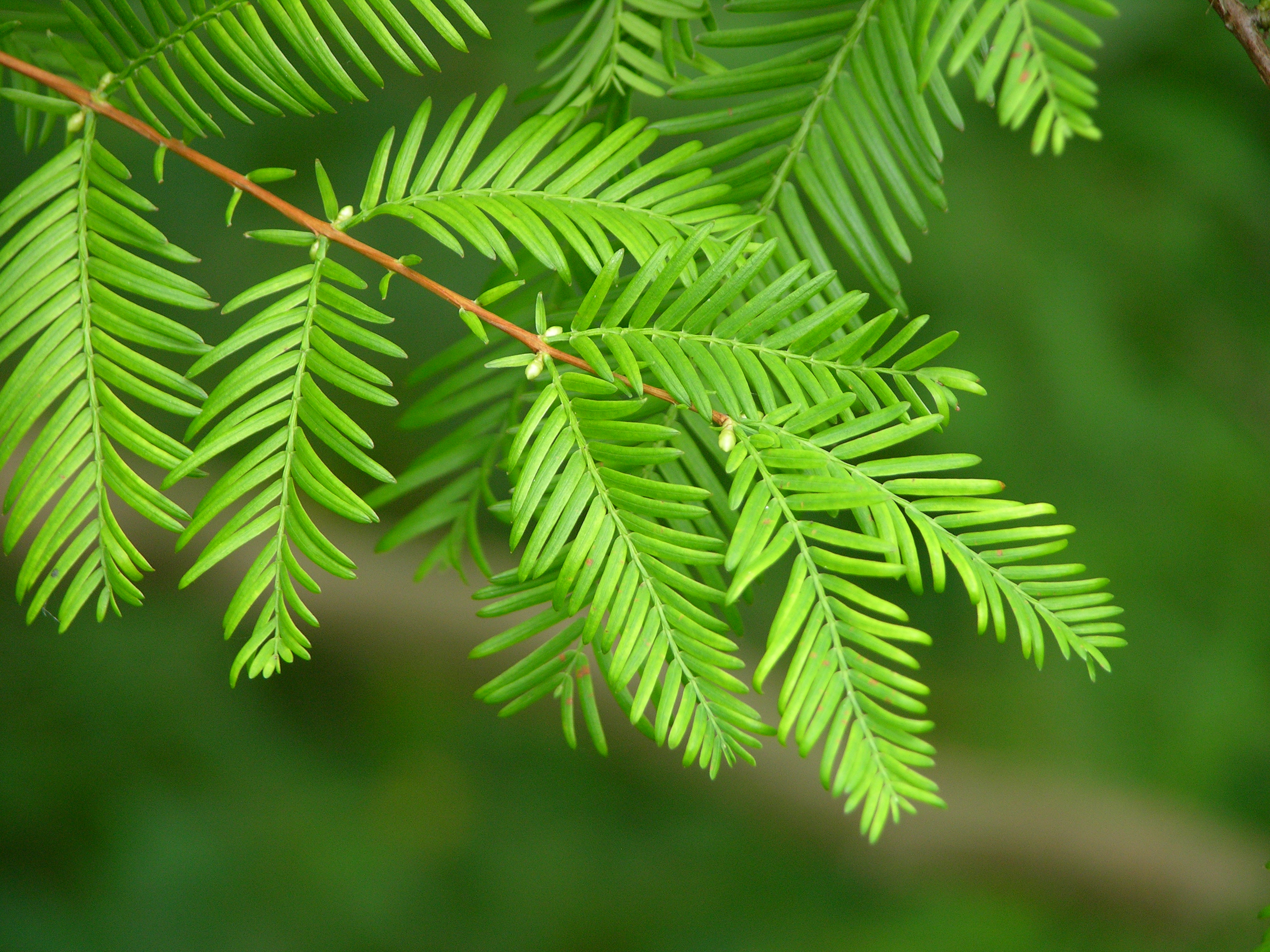
Metasequoia glyptostroboides
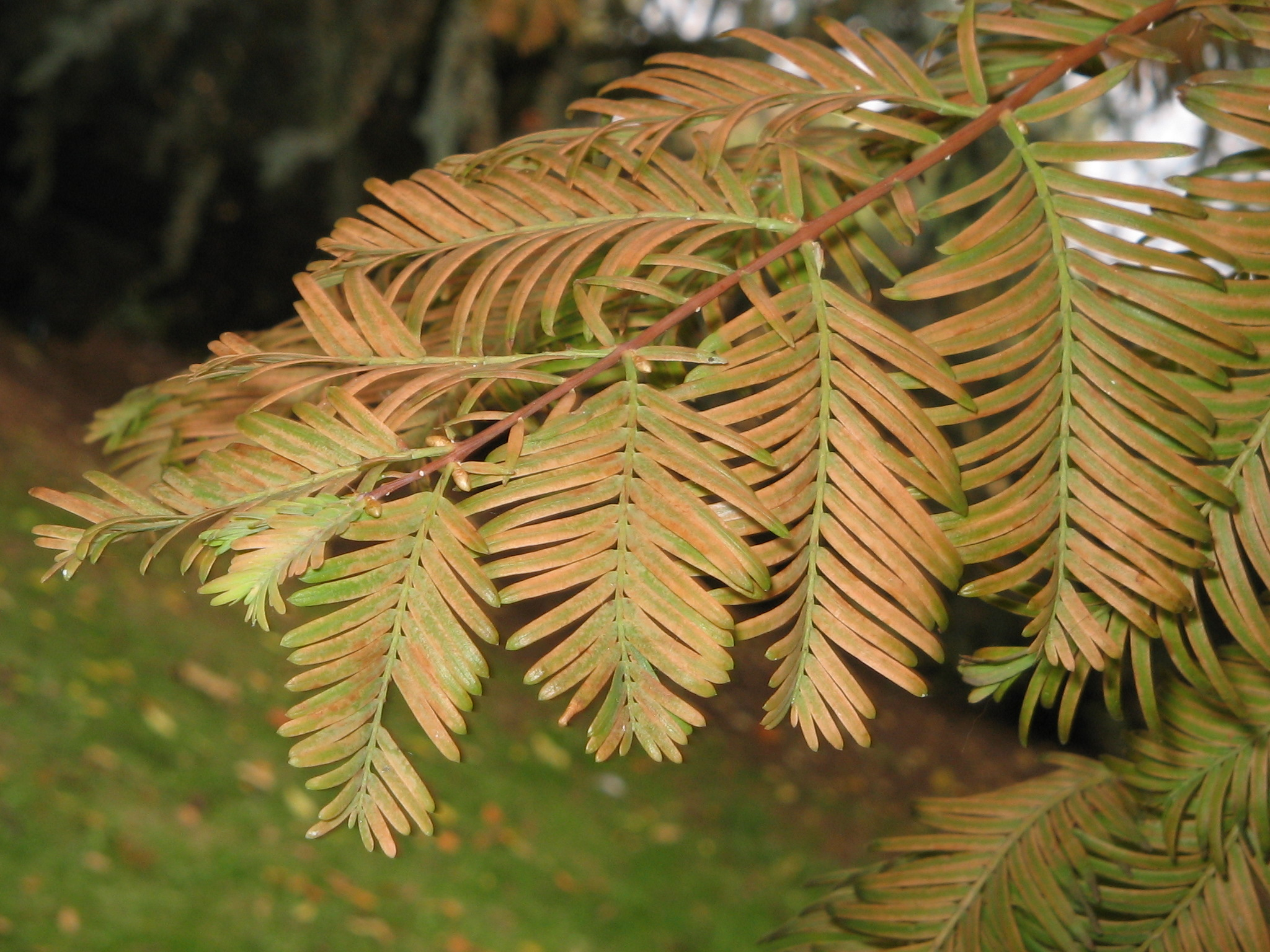
Metasequoia glyptostroboides en automne avant leur chute
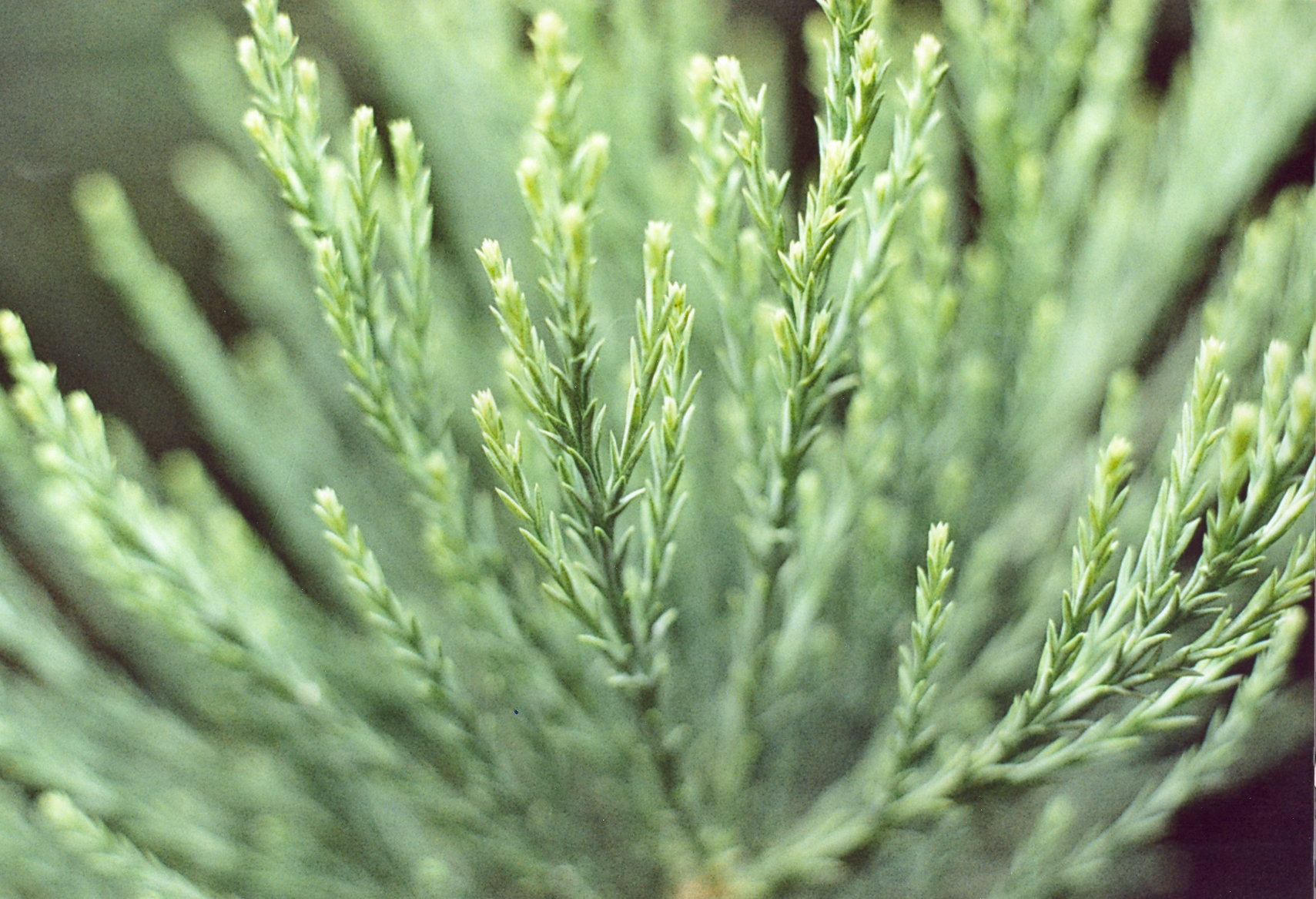
Sequoiadendron giganteum